# James Robert Madison Mullany
Pour les articles homonymes, voir Mullany.
James Robert Madison Mullany (26 octobre 1818 - 17 septembre 1887) était un contre-amiral (rear admiral) de la marine américaine, qui a servi pendant la guerre de Sécession.

## Hommage
Deux navires de la marine américaine ont été baptisés USS Mullany en son honneur.

## Source
- (en) Cet article est partiellement ou en totalité issu de l’article de Wikipédia en anglais intitulé « James Robert Madison Mullany » (voir la liste des auteurs).